# Бистра (Хорватия)
Бистра (хорв. Bistra) — община в Хорватии, входит в Загребскую жупанию. Община включает 6 населённых пунктов. По данным 2001 года, в ней проживало 6870 человек. Общая площадь общины составляет 52,7 км².